# Isolde Kostner
Isolde Kostner, född 20 mars 1975 i Bolzano, är en italiensk tidigare alpin skidåkare.
Kostner vann guld i super-g vid VM 1996 och 1997 samt silver 2001. Hon vann 14 världscupsegrar under sin karriär varav 2 i super-g och 12 i störtlopp.
Hon är kusin till konståkerskan Carolina Kostner.

## Karriär
Kostner började tävla 1994. Hon vann två bronsmedaljer i OS i Lillehammer, i störtlopp och super G. Åren 1996 och 1997 vann hon VM-guld i Super-G. Hon tog hem andraplatsen i OS i Salt Lake City 2002. Senare samma år  kraschade Kostner rejält under en tävling och hon blev liggande medvetslös i snön.

## Meriter
- OS-brons i störtlopp 1994[3]
- OS-brons i Super-G 1994[3]
- OS-silver i störtlopp 2002[3]
- VM-guld i Super-G 1996[4]
- VM-guld i Super-G 1997[4]
- VM-silver i Super-G 2001